# John Colborne
John Colborne (Lyndhurst, 16 februari 1778 - Torquay, 17 april 1863) was Brits maarschalk en koloniaal bestuurder.

## Biografie
John Colborne werd geboren in de plaats Lyndhurst in het graafschap Hampshire. In 1789 ging hij studeren aan het Winchester College in de gelijknamige stad. Na het afronden van de studie meldde hij zich aan bij het leger en begon als Vaandrig in het 20ste Regiment. In het jaar 1800 werd hij benoemd tot kapitein in het leger en maakte hij in het daarop volgende jaar deel uit van de expeditie van Ralph Abercromby naar Egypte. In de jaren die volgden wist Colborne zich herhaaldelijk te onderscheiden in het leger. Met name tijdens de Spaanse Onafhankelijkheidsoorlog wist Colborne herhaaldelijk promoties te pakken.
Nadat Colborne gewond raakte Ciudad Rodrigo werd hij voor recuparatie teruggestuurd naar Engeland. Tijdens zijn tijdelijke verblijf in Engeland huwde hij met Elizabeth Yonge. In 1813 keerde Colborne weer terug aan het front. Twee jaar later zou hij als een van de Bitse commandanten dienen bij de Slag bij Waterloo.
Na het aflopen van de napoleontische Oorlogen werd Colborne als eerste aangesteld als gouverneur van Guernsey. Vanaf 1828 werd hij in Canada gepositioneerd als gouverneur. Als gouverneur zorgde Colborne voor een verbeterde infrastructuur en een grotere fiscale autonomie ten opzichte van het moederland. Ondanks zijn hervormingen kon hij niet voorkomen dat er in 1837 opstanden uitbraken in Canada vanwege de afgewezen hervormingen die Louis-Joseph Papineau wilde doorvoeren. Als gouverneur-generaal van Canada was hij verantwoordelijk voor het neerslaan van de opstand.
Twee jaar na de opstand werd Colborne tot de adelstand benoemd. Hij werd bekleed als baron van Seaton. Na zijn post in Canada vervulde hij nog enkele andere posten in het buitenland tot hij in 1860 met pensioen ging. Drie jaar later overleed hij in zijn huis in Torquay.